# Wiley-VCH Verlag
Der Verlag Wiley-VCH in Weinheim an der Bergstraße bündelt Verlagsaktivitäten in verschiedenen Geschäftsfeldern der Natur- und der Ingenieurwissenschaften sowie der Wirtschaftswissenschaft. Er publiziert für die wissenschaftliche Gemeinschaft, für wissenschaftliche Gesellschaften und für Forscher, Praktiker und Studenten in aller Welt. Die Versorgung von Wissenschaft, Technik und Wirtschaft mit Informationen erfolgt in unterschiedlicher Form als Bücher, Zeitschriften, Datenbanken, Online-Publikationen und Dienstleistungen. Das Unternehmen ist eine Tochter der John Wiley & Sons. Der Umsatz betrug 2010 ca. 100,2 Mio. Euro, 2016 betrug der Umsatz bereits ca. 132,8 Mio. Euro.

## Geschichte
Der Verlag entstand 1921 als Verlag Chemie, für den auch die Abkürzung „VCH“ steht, und war eine gemeinschaftliche Gründung der Deutschen Chemischen Gesellschaft, des Vereins Deutscher Chemiker und des Vereins zur Wahrung der Interessen der Chemischen Industrie. In den folgenden Jahrzehnten war er vor allem in den Bereichen Chemische Literatur, Materialwissenschaften, Physik, Technik, Medizin und Biowissenschaften tätig. Seit 1996 ist er Teil der weltweiten Verlagsgruppe John Wiley & Sons, Inc., mit Sitz in Hoboken in New Jersey. Der Schwerpunkt seiner Publikationen liegt in den Bereichen der Lehre, der wissenschaftlichen Forschung und der industriellen Entwicklung. Seit 2001 publiziert der Verlag ein deutschsprachiges Wirtschafts- und Sachbuchprogramm, seit 2005 die deutschen Ausgaben der Reihe Für Dummies. Der Verlag gibt auch die Zeitschrift Nachrichten aus der Chemie, die Mitgliederzeitschrift der Gesellschaft Deutscher Chemiker heraus. Die online-Publikation der beliebten multimedialen Lernenzyklopädie ChemgaPedia wurde 2023 eingestellt.
Zur Verlagsgruppe gehören ferner Ernst & Sohn (Bauingenieurwesen und Architektur) in Berlin, der GIT Verlag in Darmstadt und der Verlag Helvetica Chimica Acta in Zürich.
Am 1. April 2021 feierte der Verlag 100 Jahre „wachsendes Wissen“.

## Brands
Zu Wiley-VCH gehören (Stand 2022) die folgenden Brands und Verlage:
- Advanced controlling
- CHEManager
- Advanced science news
- Current protocols
- Deutsche Einheitsverfahren
- Für Dummies
- Messtec drives automation
- Modern biopharmaceuticals
- GIT Laborportal
- Pro-4-pro
- Git Sicherheit + Management
- pro-physik (dort u. a. auch Physik in unserer Zeit)
- Scitec-career
- Separationsnow
- Stmdata
- Handbuch der Bodenuntersuchung (HBU)
- Inspect
- Lvt Lebensmittelindustrie
- Chemistryviews
- Management & Krankenhaus
- Sybex
- Ullmanns
- Wiley Global Education (auch: Wiley College)
- Wiley job network
- Wiley online library (integriert z. B. Interscience)
- Wrox
- Science to go
- Wiley Wirtschaft

## Persönlichkeiten
Zu den deutschsprachigen Autoren, deren Werke bei Wiley-VCH erschienen oder die mit dem Verlag in Verbindung standen, gehören unter anderem:
- Rainer Ansorge
- Hans-Jürgen Arpe
- Boy Cornils
- Hans Friedrich Ebel
- Detlef Filges
- Henning Genz
- Torsten Haß
- Otto Krätz
- Ulrich Lüttge
- Klaus Roth
- Oliver Schwartz
- Wolf Vielstich
- Gerd Wedler
- Dieter Wöhrle
- Franz Wuesthoff